# Aristógenes (general)
Aristógenes (en griego antiguo: Ἀριστογένης, Aristogénes; mitad del siglo V a. C.-después del 406 a. C.) fue un general y almirante ateniense.

## Biografía
Alcibíades se exilió después de la derrota sufrida por en la batalla de Notio (407 a. C.); en su lugar se nombraron diez estrategos (generales), entre ellos Aristógenes.
Fue uno de los ocho generales atenienses que participó en la victoriosa batalla de Arginusas (406 a. C.), pero cuando él y sus colegas fueron reclamados en Atenas para ser juzgados, él y Protómaco huyeron salvando sus vidas; los otros seis fueron condenados a muerte y ejecutados. Fue sentenciaado a muerte en ausencia.